# Đức Mẹ Hằng Cứu Giúp
Đức Mẹ Hằng Cứu Giúp, là một danh hiệu của Mẹ Maria được tuyên xưng bởi Giáo hoàng Piô IX, kết hợp với một biểu tượng nghệ thuật Byzantine (Đông La Mã) nổi tiếng cùng tên có niên đại từ thế kỷ 15.
Bức ảnh này đã được thấy tại Roma từ năm 1499, được truyền tụng là làm nhiều phép lạ và hiện đang được đặt trong nhà thờ Sant'Alfonso di Liguori all'Esquilino (đền thờ Thánh Alphonsô trên đồi Esquilino). Trong Giáo hội Chính Thống giáo Đông phương hình tượng này được gọi là Đức Trinh Nữ Sầu Đau (Virgin of the Passion hay là Theotokos of the Passion).
Truyền thuyết phổ biến cho rằng biểu tượng là một bản sao thật của một bức tranh mà theo truyền thuyết đã được vẽ bởi Thánh sử Luca sử dụng khay thức ăn của Gia đình Thánh ở Nazareth, và trong truyền thống Chính thống giáo Đông phương thường được xác định với biểu tượng Hodegetria, và coi đó là một dấu ấn kỳ diệu của Đức Trinh nữ Maria cả trong cộng đồng Giáo hội Latinh và Chính thống giáo. Niềm tin này là phổ biến trong nhiều biểu tượng Hodegetria có những tuyên bố tương tự về truyền thuyết Luca.
Do các linh mục Dòng Chúa Cứu Thế, những người đã phổ biến biểu tượng này, các hình ảnh đã trở thành rất phổ biến, đặc biệt trong số các tín hữu Công giáo Rôma, và đã được rất nhiều người sao chép và sử dụng lại. Những hình tái tạo hiện đại đôi khi được treo trong nhà, cơ sở kinh doanh, và các phương tiện giao thông công cộng. Các linh mục Dòng Chúa Cứu Thế là công đoàn duy nhất được Tòa Thánh ủy thác để bảo vệ và truyền bá nghệ thuật của biểu tượng và lòng sùng kính này.
Bức ảnh này đã được hai giáo hoàng vinh danh, từ Giáo hoàng Piô IX đã giao phó biểu tượng cho Dòng Chúa Cứu Thế trong tháng 12 năm 1865, và Giáo hoàng Gioan Phaolô II, người đã trao một biểu tượng cho một giáo sĩ Hồi giáo vào tháng 5 năm 2001  trong thời gian Giáo hoàng viếng thăm đền thờ Hồi giáo Umayyad lần đầu tiên. Dưới thời của Giáo hoàng Piô XII, hình ảnh được chỉ định là người bảo trợ quốc gia của Cộng hòa Haiti và Almoradi, Tây Ban Nha. Ngoài ra, Đức Giáo hoàng Gioan Phaolô II đã ban hành một lễ gia miện kinh điển cho một hình ảnh tương tự ở Jaworzno, Ba Lan vào ngày 16 tháng 6 năm 1999.
Năm 1925, khi các tu sĩ Dòng Chúa Cứu Thế người Canada đến Việt Nam, các vị này đã phổ biến lòng sùng kính Đức Mẹ Hằng Cứu Giúp những nơi các ngài phụ trách giảng dạy và những nơi có Cộng đoàn của Nhà Dòng.
Lễ kính viếng Đức Mẹ Hằng Cứu Giúp được tổ chức hằng năm vào ngày 27 tháng 6. Hàng tuần, vào ngày thứ Tư, có dâng lời cầu nguyện.

## Ý nghĩa bức linh ảnh
1. Các kí hiệu viết bằng tiếng Hy Lạp trong hình 
- Mẹ Thiên Chúa ('MP-ΘΥ i.e. Μήτηρ Θεού)
- Tên Cực Thánh Giêsu Kitô (Iς-Xς --- Ἰησοῦς Χριστός )
- Tổng lãnh Thiên thần Micae (OAM)
- Tổng lãnh Thiên Thần Gabriel (OAΓ).
2. Ngôi sao
- Mẹ chính là ánh sáng loan báo Tin mừng Chúa Giêsu đến trong thế gian - Tượng trưng cho vai trò của Mẹ trong mầu nhiệm của Thiên Chúa và Giáo hội.
- Ngôi sao cũng chỉ cho chúng ta biết Mẹ là người duy nhất dẫn chúng ta đến với Chúa.
3. Mắt 
- Chan chứa tình yêu và lòng Trắc ẩn, luôn dõi theo chúng ta là con cái của Mẹ nơi trần thế 
- Là nguồn an ủi và hy vọng bất tận của chúng ta - mắt Mẹ có sức hút mãnh liệt mỗi khi chúng ta nhìn lên Mẹ, để hướng về mầu nhiệm Cứu Chuộc là chính Chúa Giêsu mà Mẹ đang bồng trên tay.
- Mắt của Mẹ thì mở to, luôn hướng nhìn về phía chúng ta.
4. Tổng lãnh Thiên thần Micae 
- Ngài cầm trong tay một ngọn giáo, một khúc lau dài và một bình dấm
- Những vật dụng này sẽ xuất hiện trong cuộc Thương khó của Chúa Giêsu
- Tay của Ngài được phủ bởi một tấm vải nhằm khắc ghi và tôn kính những vật linh thánh. 
5. Tổng lãnh Thiên Thần Gabriel 
- Ngài nắm cây Thánh Giá với các mũi đinh trên tay - biểu trưng cho giờ lâm tử sắp đến. Điều này khiến Hài Nhi Giêsu ôm lấy Mẹ của mình để được nâng đỡ, chở che.
- Tay của Ngài được phủ bởi một tấm vải nhằm khắc ghi và tôn kính những vật linh thánh. 
6. Áo Choàng 
- Màu đỏ là màu áo các trinh nữ đã mặc trong thời đại của Đức Kitô, biểu trưng cho sự đồng trinh.
- Màu xanh thẫm thiên chức làm Mẹ - màu các bà mẹ Palestine mặc trong thời đó.
- Màu sắc trên áo Mẹ còn tượng trưng cho xuất thân hoàng gia (dòng dõi vua David) của Mẹ. 
7. Đôi bàn tay Mẹ 
- Hai tay của Chúa Con đặt trọn vào lòng bàn tay phải của Đức Mẹ như một điểm tựa vững chắc để chỉ ra rằng : Mẹ đang giới thiệu Chúa Giêsu – Con của Mẹ tới tất cả chúng ta.
- Bàn tay phải của Mẹ hướng trực tiếp vào Thánh Tâm và hướng lên cây Thánh giá của Thiên Thần Gabriel
- Vị trí bàn tay trái cùng chiều với bàn tay phải, đặt Chúa Giêsu lên Trái tim Mẹ hướng về phía chúng ta - những người đang chiêm ngưỡng bức ảnh và nhắn nhủ: “Hãy vâng nghe lời Người” (Lc 9,35). 
8. Khuôn mặt Chúa Giêsu 
- Hài nhi Giêsu lo sợ nhìn về phía Thập giá với ánh nhìn xa xăm - vì đó là giá để cứu chuộc nhân loại.
- Trong khi mang trong mình hình hài của một trẻ thơ, thì khuôn mặt của Chúa Giêsu toát lên sự trưởng thành, chín chắn tượng trưng cho đức khôn ngoan vượt trên tuổi tác. 
9. Bàn tay của Chúa Giêsu 
- Bàn tay của Chúa Con bám chặt lấy bàn tay của Đức Mẹ biểu thị mối tương quan nghĩa thiết giữa ý muốn của Mẹ với ý muốn của Người Con để tất cả nên một trong người Con, như vậy Mẹ đã tham gia vào chương trình Cứu chuộc nhân loại. 
10. Màu sắc trên trang phục của Chúa Giêsu 
- Áo choàng màu xanh lá tượng trưng cho hai bản tính con Người và bản tính Thiên Chúa.
- Đai lưng màu đỏ tượng trưng cho: Chúa Kitô đổ máu đào để cứu rỗi nhân loại thoát khỏi tội lỗi.
- Chiếc áo choàng vàng là biểu tượng của sự Phục Sinh - Chúa sẽ sống lại từ cõi chết.
- Như vậy, màu sắc trên trang phục của Ngài hòa quyện với nhau là sự tuyên bố chắc chắn về mầu nhiệm Nhập Thể, Cuộc Khổ Nạn, Sự Chết và Phục Sinh của Chúa Kitô. 
11. Miệng 
- Miệng nhỏ trên khuôn mặt của Mẹ dạy chúng ta bài học thinh lặng trước sự hiện diện của Thiên Chúa. 
12. Đôi giày và bàn chân Chúa Giêsu 
- Chiếc giầy rơi khỏi chân nói lên Thiên Chúa đã trở thành con người như chúng ta ngoại trừ tội lỗi.
- Gót chân của Thiên Chúa được tỏ hiện rõ ràng: suy ra từ lời hứa của Đức Chúa trích sách Sáng Thế: “Ta sẽ gây mối thù giữa mi và người đàn bà, giữa dòng giống mi và dòng giống người ấy; dòng giống đó sẽ đánh vào đầu mi, và mi sẽ cắn vào gót nó" (St 3,15). 
13. Màu vàng nền của bức linh ảnh 
- Màu vàng đại diện cho Thiên Đàng vĩnh cửu và ánh sáng huyền siêu của sự Phục Sinh chiếu tỏa qua y phục của Chúa Giêsu và Mẹ Maria để ban ơn cho những ai cầu nguyện trước linh ảnh này.
14. Bàn tay trái đỡ Chúa Giêsu của Mẹ 
- Bàn tay trái của Đức Mẹ đỡ nâng trẻ Giêsu - Mẹ là Mẹ của Người. Đó là bàn tay êm ái cho tất cả mọi người tìm đến bên Mẹ.